# Benn Jordan
Benn Lee Jordan (nacido el 28 de octubre de 1978) es un intérprete y compositor de jazz moderno y electrónica conocido por diferentes pseudónimos. Desde 1999 su música más conocida y distribuida ha sido bajo el nombre de The Flashbulb. También ha publicado discos bajo otros nombres, entre los cuales destacan Acidwolf, Human Action Network y FlexE.

## Biografía
Jordan nació en Georgia en 1978 y a temprana edad se mudó al sur de Chicago a vivir con sus abuelos. Influenciado por la escena jazz local, Jordan aprendió a tocar guitarra de forma autodidacta cuando aún era un niño. Siendo zurdo y al no tener clases de guitarra, aprendió a tocar con su mando derecha perfectamente, lo cual continúa haciendo. Empezó su carrera como músico lanzando discos de música instrumental en pequeñas discográficas estadounidenses y europeas en 1996 bajo varios sobrenombres, siendo el más notable The Flashbulb, para años después comenzar su trabajo como compositor independiente para varias agencias de cine y televisión. Benn aún es guitarrista y baterista jazz en locales de Chicago. The Flashbulb ha ido gira y trabajado con The Dillinger Escape Plan lo que ayudó a diversificar sus oyentes. Jordan ha sido diagnosticado de desorden bipolar, lo cual ha admitido es una de las principales razones por las cuales han sido muy dificultosas las giras largas e internacionales en los últimos años.

## Composición para la televisión y el cine
En los últimos años, Jordan ha tenido gran éxito en la composición para cine y televisión. En 2006, la música de Jordan ("Passage D" de su álbumKirlian Selections) apareció en la campaña promocional DoveEvolution para su sitio Web Campaing of Real Beauty, que ha atraído una gran cantidad de atención de los medios de comunicación. La campaña ganó el premio a mejor filme comercial en Cannes, así como muchos otros prestigiosos galardones. Además, Jordan fue nominado para un London International Award el 2007 por la categoría "Mejor uso de Música".
En 2008 Jordan había terminado su trabajo en Branding, después de haber creado sonidos de marca registrada para empresas como Dove, Knowledge (cadena de televisión), Verizon, y muchas otras.
Jordan está actualmente representado por Vapor Music Group, una gran firma internacional creativa que opera en Toronto, y actualmente posee y opera sus instalaciones de producción y grabación en Chicago.

## Discografía
Todos como "The Flashbulb", a no ser que se indique lo contrario.

### LP
- M³ (2000, Metatone)
- These Open Fields (2001, Alphabasic) (relanzado el 2002 con diferente portada y un bonus track)
- Fly! (2001, Metatone Records)
- Girls.Suck.But.YOU.Don't (2003, Accel Muzhik)
- Resent and the April Sunshine Shed (2003, Alphabasic)
- Programmable Love Songs Vol. 1 (2004, Nophi) (como FlexE)
- Red Extensions of Me (2004, Sublight)
- Kirlian Selections (2005, Sublight)
- Acidwolf Legacy 1995-2005 (2005, Bohnerwachs, Alphabasic) (como Acidwolf)
- Réunion (2005, Sublight)
- Flexing Habitual (2006, Sublight)
- Welcome to Chicago: The Acid Anthology (2007, Alphabasic) (como Human Action Network)
- Soundtrack to a Vacant Life (2008, Alphabasic)
- Pale Blue Dot (2008, Alphabasic) (como Benn Jordan)
- Arboreal (2010, Alphabasic)
- Love As A Dark Hallway (2011, Alphabasic)
- Opus At The End Of Everything (2012, Alphabasic)
- Hardscrabble (2012, Alphabasic)
- Solar one (2014)
- Nothing is real (2014)

### EP/etc.
- 2 Remixes for Bogdan Raczynski (c/Nautilis 2001, Rephlex)
- Drain Mode = ON (2001, Suburban Trash)
- Lawn Funeral EP (2004, Alphabasic)
- Binedump EP (2005, Suburban Trash/Bonnerwachs)
- That Missing Week EP (Diciembtre 8, 2007, Alphabasic)
- Louisiana Mourning (1 de septiembre de 2009, Alphabasic) (como Benn Jordan)
- A Raw Understanding (sencillo) (26 de febrero de 2010, Alphabasic)